# MTV Video Music Brasil 2002
O Video Music Brasil 2002 foi a oitava edição da premiação realizada pela MTV Brasil. Ocorreu em 22 de agosto de 2002 e foi transmitido ao vivo de São Paulo. Esta edição foi apresentada pela então VJ Fernanda Lima. Concorriam clipes nacionais produzidos entre junho de 2001 e maio de 2002.

## Categorias
| Categoria                       | Vencedor                                                                                      | Indicados |
| ------------------------------- | --------------------------------------------------------------------------------------------- | --- |
| Videoclipe do Ano               | Titãs — Epitáfio                                                                              | - Charlie Brown Jr. — Hoje Eu Acordei Feliz - Frejat — Segredos - MV Bill — Só Deus Pode Me Julgar - O Rappa — Instinto Coletivo |
| Escolha da Audiência            | Titãs — Epitáfio                                                                              | - Arnaldo Antunes — Essa Mulher - Capital Inicial — À Sua Maneira - Charlie Brown Jr. — Hoje Eu Acordei Feliz - Cidade Negra — Girassol - CPM 22 — Tarde de Outubro - Engenheiros do Hawaii — 3ª do Plural - Kelly Key — Baba - KLB — Olhar 43 - Raimundos — Sanidade - O Rappa — Instinto Coletivo - Rodox — Olhos Abertos - Sandy & Júnior — O Amor Faz - Skank — Tanto - Supla — Garota de Berlim - O Surto — O Veneno - Xis — Chapa o Côco |
| Artista Revelação               | CPM 22 — Tarde de Outubro                                                                     | - Kelly Key — Baba - Mart'nália — Pé do Meu Samba - Sabotage — Um Bom Lugar - Textículos de Mary e a Banda d'as Cachorra — Propóstata |
| Videoclipe de Pop               | Frejat — Segredos                                                                             | - Jota Quest — Na Moral - Lulu Santos — Todo Universo - Nando Reis — Eu e Ela - Otto — Pelo Engarrafamento |
| Videoclipe de Rock              | Titãs — Epitáfio                                                                              | - Charlie Brown Jr. — Hoje Eu Acordei Feliz - CPM 22 — Tarde de Outubro - O Rappa — Instinto Coletivo - Rodox — Olhos Abertos |
| Videoclipe de Rap               | Xis — Chapa o Côco                                                                            | - MV Bill — Só Deus Pode Me Julgar - Nega Gizza — Prostituta - Rappin' Hood — Suburbano - Sabotage — Um Bom Lugar |
| Videoclipe de MPB               | Zeca Pagodinho — Deixa a Vida Me Levar                                                        | - Caetano Veloso e Jorge Mautner — Todo Errado - Djavan — Farinha - Falamansa — Xote da Alegria - Lenine — O Homem dos Olhos de Raio X |
| Videoclipe de Música Eletrônica | 2Freakz — Station                                                                             | - Anderson Noise — Copacabana - Autoload — Evite Atrasos - Ramilson Maia — Feriado |
| Videoclipe Internacional        | Linkin Park — In the End                                                                      | - Aerosmith — Fly Away From Here - Alanis Morissette — Hands Clean - Backstreet Boys — Drowning - Britney Spears — I'm a Slave 4 U - Creed — My Sacrifice - Gorillaz — 19-2000 - 'N Sync — Pop - Nickelback — How You Remind Me - The Strokes — Last Nite |
| Democlipe                       | Ratos de Porão — Agressão/Repressão                                                           | - Afonjah — João Cândido - Blind Pigs — Amanhã Não Vai Mudar - Irmãos Rocha! — Meteoro 37/Ugabugababy - Lest3r — Gag |
| Direção em Videoclipe           | O Rappa — Instinto Coletivo (Diretor: Jarbas Agnelli)                                         | - AfroReggae — Conflitos Urbanos (Diretor: Mauro Lima) - Caetano Veloso e Jorge Mautner — Todo Errado (Diretor: Mauro Lima) - Charlie Brown Jr. — Hoje Eu Acordei Feliz (Diretor: André Abujamra) - Titãs — Epitáfio (Diretores: Oscar Rodrigues Alves/Francisco Rodrigues Alves) |
| Edição em Videoclipe            | Gabriel, o Pensador — Tem Alguém Aí? (Editores: Oscar Rodrigues Alves/Rogério Ferreira Alves) | - AfroReggae — Conflitos Urbanos (Editores: Mauro Lima/Hugo Gurgel) - CPM 22 — Regina Let's Go (Editor: Tony Tiger) - MV Bill — Só Deus Pode Me Julgar (Editores: Mauro Lima/Hugo Gurgel/Domenico Lancelotti) - Xis — Chapa o Côco (Editores: Toni de Marco/Rafael Coutinho) |
| Direção de Arte em Videoclipe   | O Rappa — Instinto Coletivo (Diretor de arte: Jarbas Agnelli)                                 | - Charlie Brown Jr. — Hoje Eu Acordei Feliz (Diretor de arte: Beto Grimaldi) - Frejat — Segredos (Diretores de arte: Maurício Vidal/Renan de Moraes/Leo Santos) - Ira! — Entre Seus Rins (Diretor de arte: Companhia Bonecos Urbanos) - Rodox — Dia Quente (Diretores de arte: Eduardo Kurt/Daniel Og) |
| Fotografia em Videoclipe        | Caetano Veloso e Jorge Mautner — Todo Errado (Diretor de fotografia: Uli Burtin)              | - Kid Abelha — "Eu Não Esqueço Nada" (Diretor de fotografia: Feijão) - Lenine — O Homem dos Olhos de Raio X (Diretor de fotografia: Adriano Goldman) - Los Hermanos — Todo Carnaval Tem Seu Fim (Diretor de fotografia: Roberio Braga) - Ritchie — Lágrimas Demais (Diretor de fotografia: Uli Burtin) |
| Website                         | Comunidade Nin-Jitsu — www.comunidadeninjitsu.com.br                                          | - Ivete Sangalo — www.ivetesangalo.com.br - Pedro Luís e a Parede — www.plap.com.br - Rappin' Hood — www.trama.com.br/rappinhood - Rita Lee — www.ritalee.com.br |

## Shows
- Xis - Chapa o Côco
- Pato Fu - Por Perto
- Lulu Santos - Não Identificado
- Nando Reis e banda de Cássia Eller (homenagem póstuma à cantora) - O Segundo Sol
- CPM 22 e Andreas Kisser - Tarde de Outubro/Meu Erro
- Caetano Veloso e Jorge Mautner - Todo Errado
- Charlie Brown Jr. - Quebra-Mar/"Hoje Eu Acordei Feliz"
- Massacration - Metal Massacre Attack